# Cavallerissa

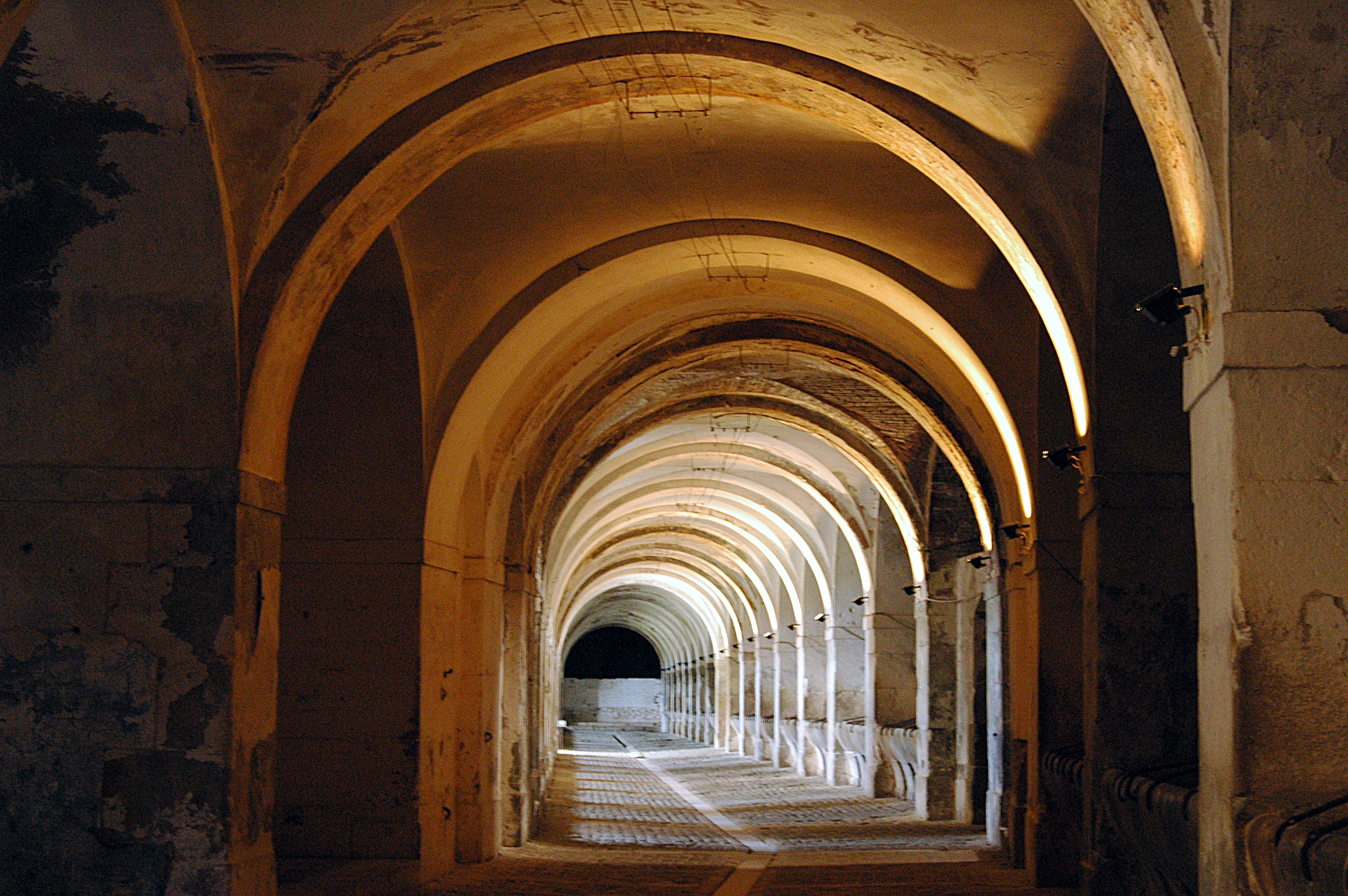
Cavallerissa del Castell de Figueres

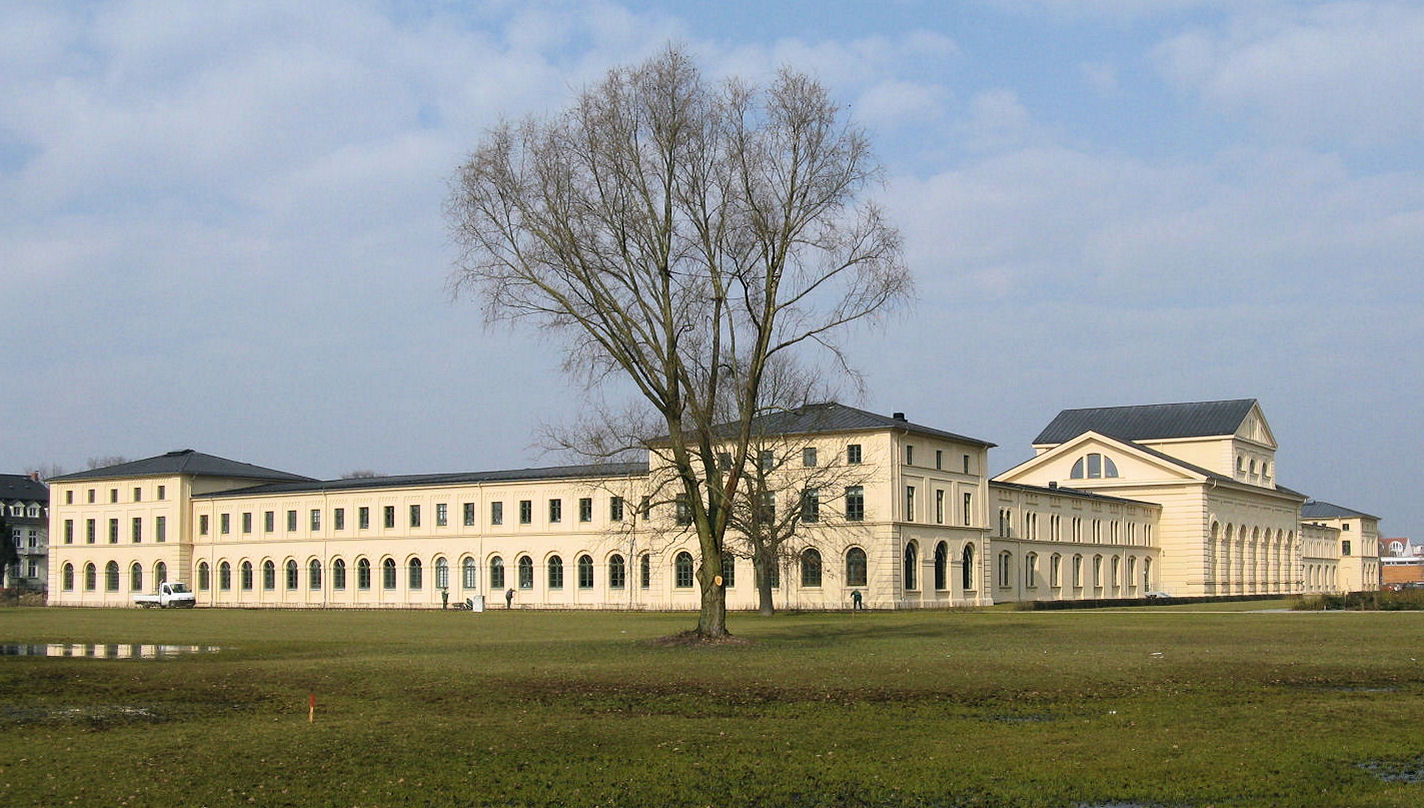
Cavallerissa del Castell de Schwerin

Una cavallerissa o quadra és un estable destinat als cavalls, i de vegades altres animals de càrrega, on es tanquen, descansen i alimenten així com els cotxes i carrosses. Antigament s'hi trobava també l'estatge del cavallerís, dels mossos de quadra, cotxers i altres dependents.
Tant com el cavall tenia un paper per al transport, les cavallerisses eren ineludibles als castells, les masies, les casernes, les postes dels albergs i altres llocs estratègics, tant a les ciutats com a l'entorn rural. Segons les necessitats se'n feien de l'estable més senzill, una galeria columnada oberta fins a veritables palaus. De fet, quan els castells van perdre la seva funció defensiva per quedar sobretot edificis representatius, el parc i la cavallerissa, elements que els convidats veien des del castell, havien d'impressionar com proves del poder del castlà. Arquitectònicament van arribar a ser un component de disseny des de mitjans del segle xviii.
A les corts el cavallerís reial (anomenat cavallerís major a la cort de Castella) era una de les funcions més importants i en l'ordre protocol·lari sovint el segon o el tercer després del príncep o comte. Era el cap de tota una sèrie d'equips d'oficials i els seus servents: sots-cavallerís, ensinistrador, carrosser, cotxer, mestre seller, ferrador, farratger, palafrener, veterinari, pintor, secretari... La qualitat de l'allotjament de tota aquesta plantilla a la cavallerissa seguia la jerarquia: d'un palauet per al cavallerís en cap a la planta noble damunt l'entrada principal fins a la mera pallissa per als criats.

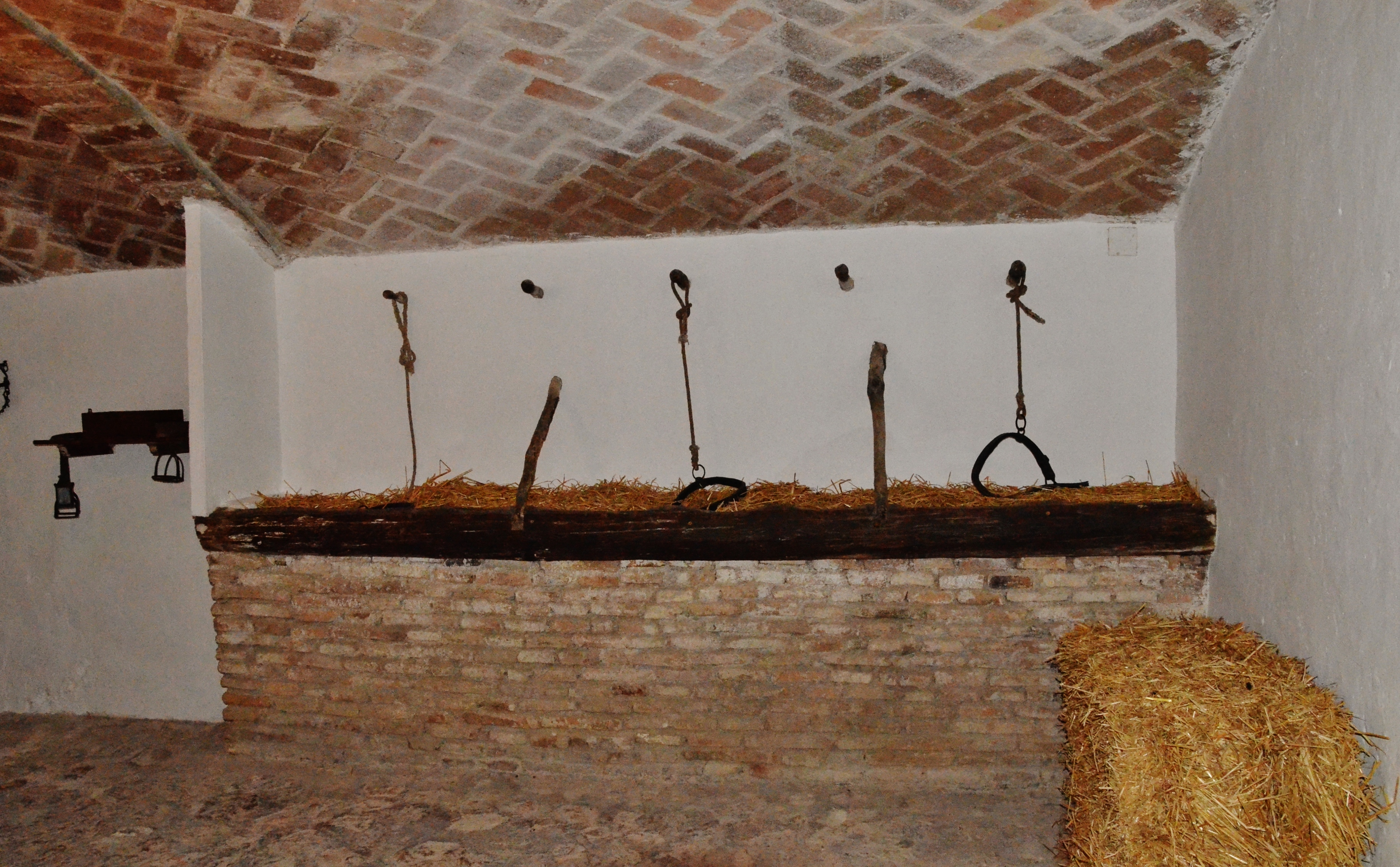
Cavallerissa senzilla al Museu Romàntic Can Papiol
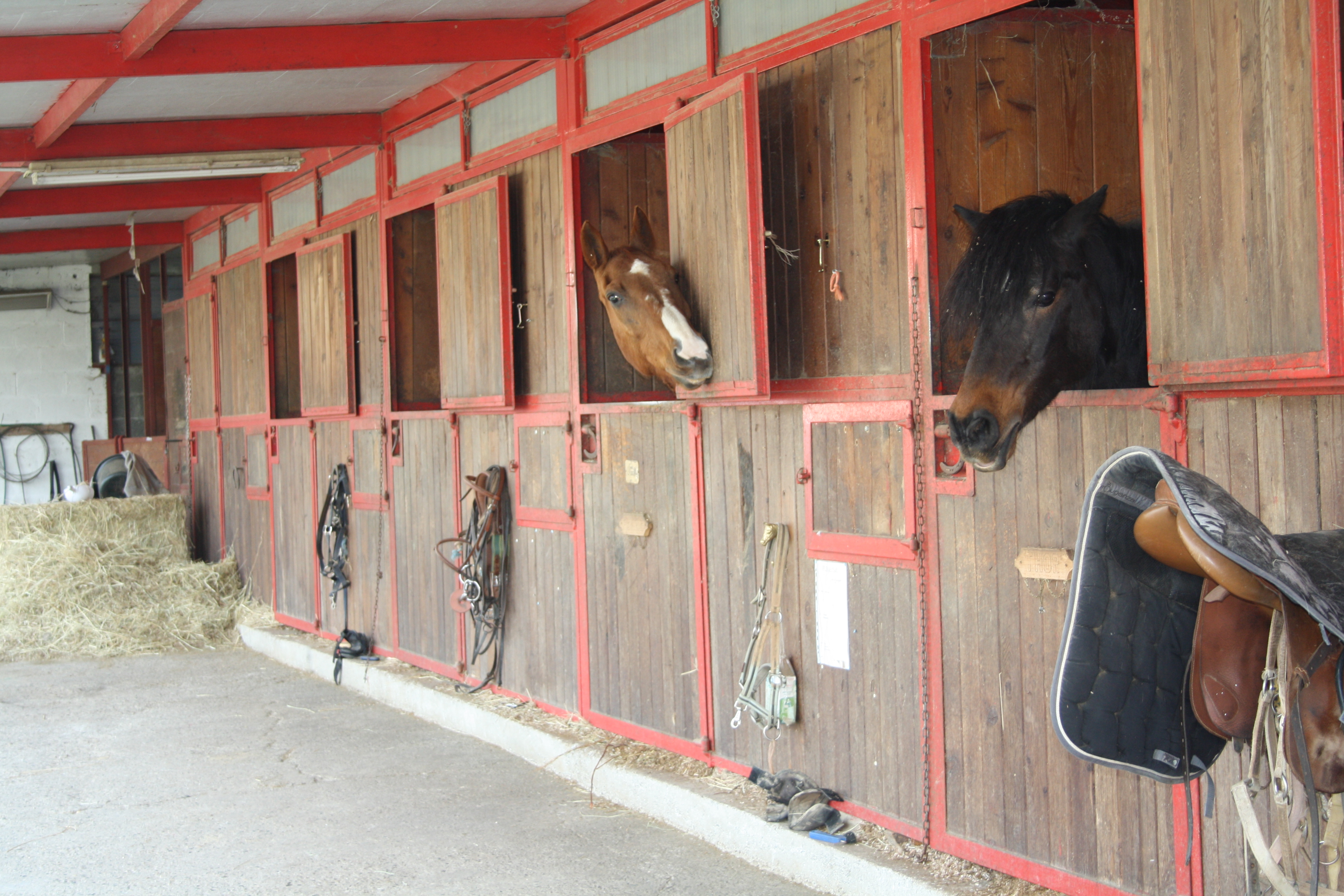
Cavallerissa moderna

## Història
Històricament, la cavallerissa és el segon tipus d'edifici més antic de la granja. Els estables de cavalls més antics del món es van descobrir a l'antiga ciutat de Pi-Ramsès a Qantir, a l'antic Egipte, i van ser establerts per Ramsès II (c.1304-1213 aC). Aquests estables cobrien aproximadament 18.000 metres quadrats, tenien pisos inclinats per a drenatge i podien contenir al voltant de 480 cavalls. Les cavallerisses independents van començar a construir-se a partir del segle xvi. Estaven ben construïdes i col·locades a prop de la casa perquè aquests animals eren molt valorats i ben atesos. Alguna vegada van ser vitals per a l'economia i un indicador de la posició dels seus propietaris a la comunitat. Relativament pocs exemples sobreviuen d'interiors complets (és a dir, amb parades, pessebres i menjadores) de mitjans del segle xix o abans.
Tradicionalment, els estables a la Gran Bretanya tenien un paller al seu pis superior i una porta de capçalera a la part davantera. Les portes i finestres estaven disposades simètricament. Els seus interiors van ser dividits en llocs i en general inclouen una gran sala per a una egua en part o un cavall malalt. Els pisos estaven empedrats (o, més tard, amb maons) i presentaven canals de drenatge. Els graons exteriors al primer pis eren comuns perquè els treballadors agrícoles visquessin a l'edifici.
Van tenir gran desenvolupament a Europa durant l'edat mitjana, sent llocs on es podien comprar i llogar cavalls, i estaven establerts tant a les ciutats com en el medi rural.
Arquitectònicament, no van arribar a ser un gran component de disseny fins a mitjans del segle xx, quan es van construir grans palaus per tot Europa que necessitaven aquest servei.

## Tipus

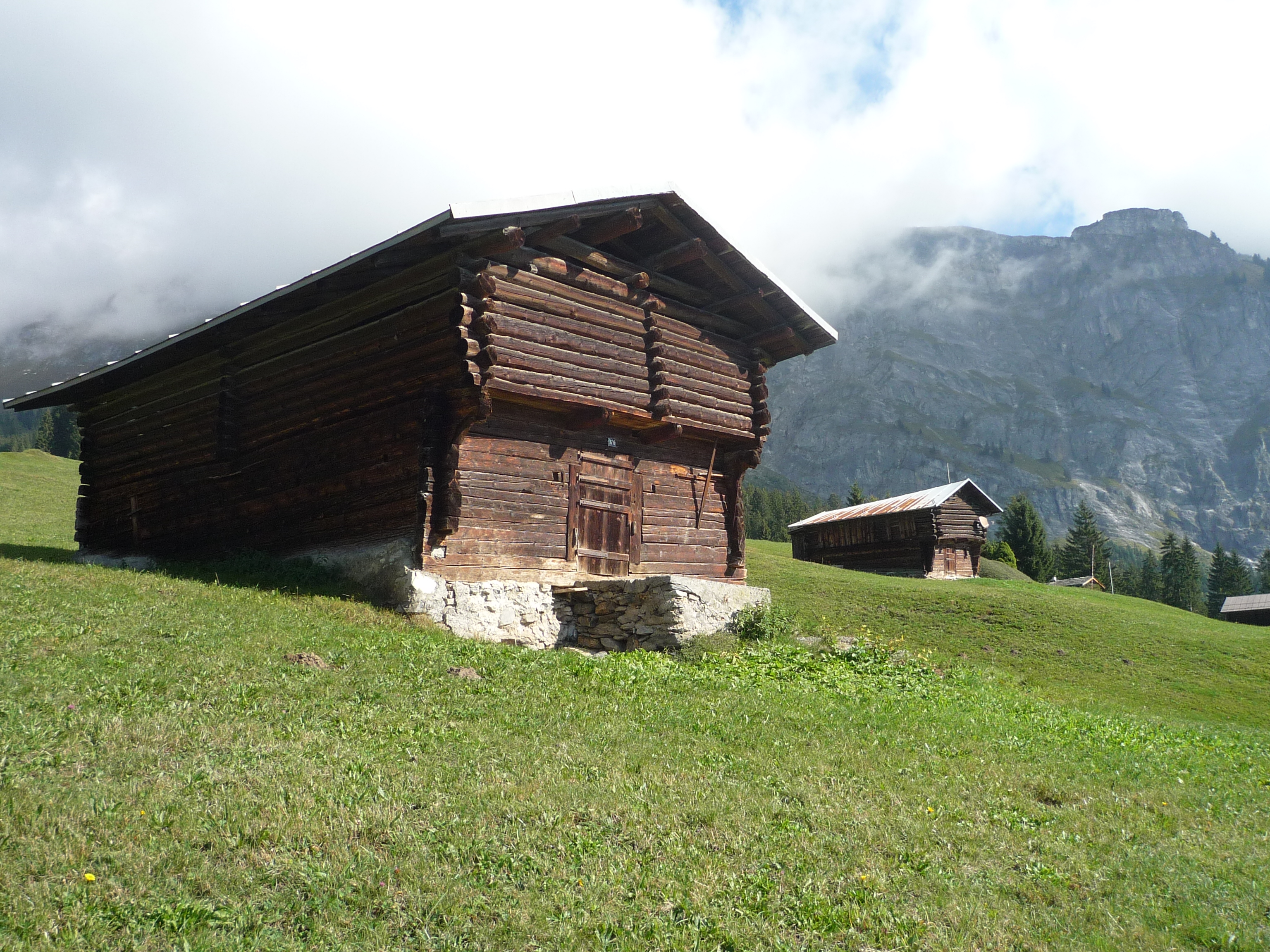
Estable extern en un Maiensäss (Spalegna, prop de Flims); cobert combinat per al bestiar (a baix) i paller (a dalt) de construcció de rotllos de fusta.

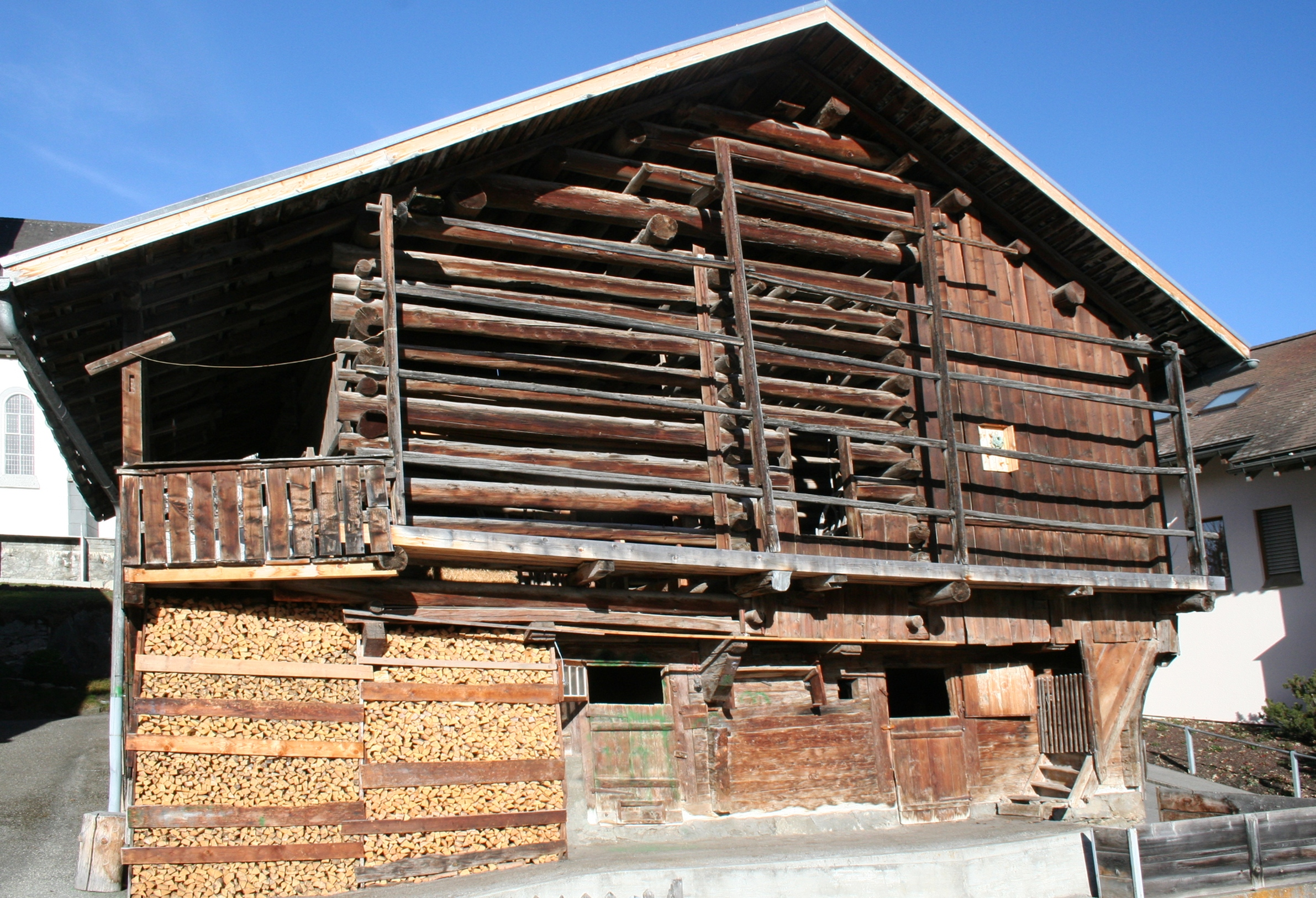
Estable del poble a Falera, a baix cobert per al bestiar, a dalt a l'esquerra graner de fenc, a dalt a la dreta graner, davant de la façana el graner de gra (Harpfe). La galeria sota la teulada s'utilitza per a l'assecatge.

Els estables solen formar part dels edificis d'una granja o estan situats a prop seu. Aquests estables es denominen estables de pati, encara que siguin relativament grans. La característica principal d'un graner és que el ramader pot arribar als animals amb relativa rapidesa des de casa. A les cases estables residencials, predominants abans de la Revolució industrial, la funció d'estable la realitza una part de l'edifici integrada a l'habitatge.
Situats a prop de les pastures més grans (sovint lluny d'una granja), els estables per a animals mantinguts a l'aire lliure s'anomenen estables a l'aire lliure. Els seminòmades Maiensässe de la ramaderia de tres passos a la regió alpina han combinat els estables a l'aire lliure per a l'alimentació a l'hivern; sovint, sobretot en temps passats, els animals eren conduïts d'estable a estable durant l'hivern al lloc de transportar el fenc principalment a la vall com avui.
A l'agricultura industrialitzada del segle xxi, als tipus de graner esmentats s'afegeix com a tercer tipus de graner el graner sense edifici amb funció residencial als voltants dels municipis. Els animals tancats en aquests estables no solen tenir l'oportunitat de menjar fora.

### Estables alseglexxi
Fins i tot avui dia, el bestiar es manté tant en pastures com en estables. A Alemanya i altres països industrialitzats, la majoria de les espècies animals es mantenen sota sostre: dels 12,5 milions de caps de bestiar a Alemanya, 4,8 milions tenen almenys part del temps l'oportunitat de pasturar. Menys de l'1% dels porcs a Alemanya es mantenen a l'aire lliure. D'altra banda, el 93% dels 22.800 criadors d'ovelles a Alemanya deixa pasturar els animals; això correspon al 84 % de totes les ovelles. També hi ha estables per a animals que es mantenen (principalment o en temporada) a l'aire lliure, majoritàriament en forma d'estables a l'aire lliure. Una raó per mantenir els animals a l'interior que, en teoria, podrien estar a l'aire lliure durant tot l'any és per seguretat. A l'hivern, els punts d'aigua solen estar gelats, hi ha risc de relliscades i lesions. L'habitatge estable ofereix seguretat, control i cura. A més, la recollida de fems animal es facilita en concentrar els animals.
Per a cada espècie animal i direcció d'ús, ara hi ha certs tipus de construcció, que es basen en els diferents requisits de les respectives espècies animals en termes d'alimentació, maneig, regulació de la calor i subministrament d'aire respirable. En particular, la construcció de grans estables s'ha d'adaptar a nombroses especificacions.
S'ha desenvolupat un tipus especial d'allotjament amb sistemes de cria mòbil. Els sistemes són sistemes complexos reubicables. Els sistemes d'estables mòbils s'utilitzen principalment en la cria de pollastres.

#### Estructura general
Els edificis d'estables d'avui dia són majoritàriament naus amb un passadís d'estables i un o més estables o caixes (corral) per a un o més animals, cadascun amb un espai d'alimentació apropiat. Avui dia, els animals mengen durant tot l'any o almenys a l'estació freda a l'estable.
Només als estables de la cort més antics hi sol haver un emmagatzematge de fenc o palla damunt de l'estable; en els estables més nous, l'aliment generalment es guarda a quarts o contenidors separats.

### Bestiar
Estable modern
Bestiar al seu recinte davant del corralet
Quan el bestiar es manté en estables, es fa una distinció bàsica entre allotjament individual i allotjament grupal. Quan es mantenen individualment, el bestiar està restringit. Això es pot fer mitjançant la connexió a un suport de llarga, mitjana-llarga o curta durada, preferint-se cada cop més el suport de curta durada perquè allà les excrecions cauen darrere de la superfície de descans i, per tant, es poden eliminar més fàcilment . Com a alternativa, hi ha la molt rara fixació de bloqueig, que està disponible al suport de caixa de bloqueig, el suport giratori ("sistema Ryholm") i el suport de caixa mòbil ("sistema Unicar").
Els animals joves (vedells) generalment es mantenen en cabanes per a vedells (també iglús, cabanes exteriors) durant les dues primeres setmanes de vida. A partir de la vuitena setmana hi ha l'obligació de mantenir-los en grups.
Hi ha diferents models per a grups o ramats en estables lliures, que difereixen quant a la disposició de les habitacions i la roba de llit. La variant més comuna a la ramaderia lletera és l'estable lliure de cubicles o l'estable lliure de cubicles d'alimentació, on les vaques d'alt rendiment poden mastegar el seu aliment sense ser molestades en subseccions d'àrees de descans separades per barres, sense trepitjar les mamelles de grans dimensions en aixecar-se o estirada. A la cria d'animals joves o a la cria extensiva de vaques nodrisses, sovint hi ha un lloc de fems. En aquest cas, el pis està disposat amb un pendent, a l'extrem superior del qual s'hi afegeix regularment roba de llit fresc, mentre que els animals que caminen contínuament bategen els fems cap a l'extrem inferior, on es retira. El llit també s'usa en estables lliures profunds; aquí, s'aplica llit fresc als fems que ha estat trepitjat, que després es torna a trepitjar. Si s'afegeix la roba de llit en la proporció adequada a les excrecions que es produeixen, es crea a terra un matalàs aïllant, que creix progressivament cap al sostre de l'estable. És més probable que aquest sistema s'utilitzi en la criança d'animals joves i bous d'engreix una forma mixta sense roba de llit. L'estable freestall és estàndard als edificis nous, ja que té beneficis en termes de salut animal i gestió laboral.
L'aigua se subministra a través d'abeuradors; el subministrament d'aliment a través de menjadores o taules d'alimentació.
El bestiar adult genera una gran quantitat de calor tant a l'estiu com a l'hivern. El bestiar prefereix temperatures de -5 °C a +8 °C. Es fa una distinció entre llocs freds i calents:
En un estable fred (estable de clima exterior) hi ha una diferència de temperatura de +5 K pel que fa al clima exterior. És perpendicular a la direcció principal del vent i té suficients àrees obertes als costats llargs perquè hi hagi ventilació creuada. Als graners moderns, un costat del graner sol estar obert. Depenent de la temperatura, el subministrament d'aire o la ventilació creuada es controlen mitjançant cortines ajustables.
En un estable càlid, l'intercanvi d'aire se sol fer mitjançant ventilació forçada o ventilació passiva del primer ràfec. Els sistemes de ventilació passiva aprofiten el menor pes específic de l'aire escalfat pels animals, que puja i pot escapar pel carener. Des del punt de vista del confort de les vaques, actualment hi ha una tendència creixent cap a la construcció d'estables climatitzats a l'aire lliure.

## Unes cavallerisses monumentals destacades
- Palau Güell[8]
- Castell d'Aurich[9]
- Castell d'Ahrensburg[10]
- Castell de Castelldefels

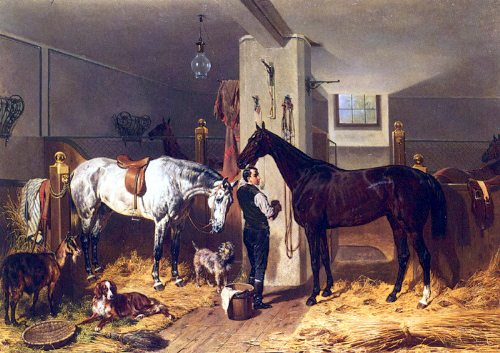
El mosso de quadra (Oli de Franz Adam, 1860)
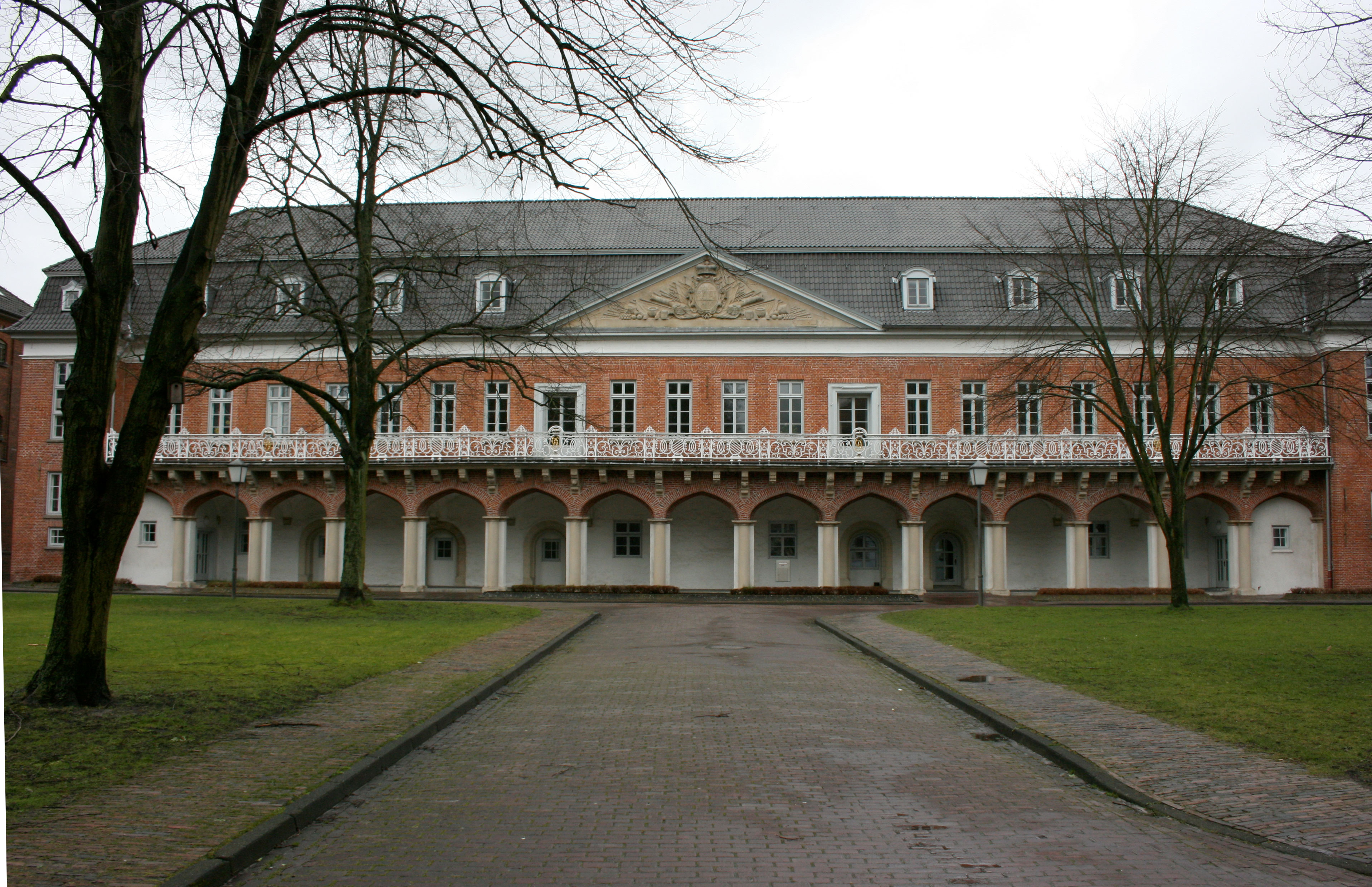
Cavallerissa del Castell d'Aurich (Alemanya)
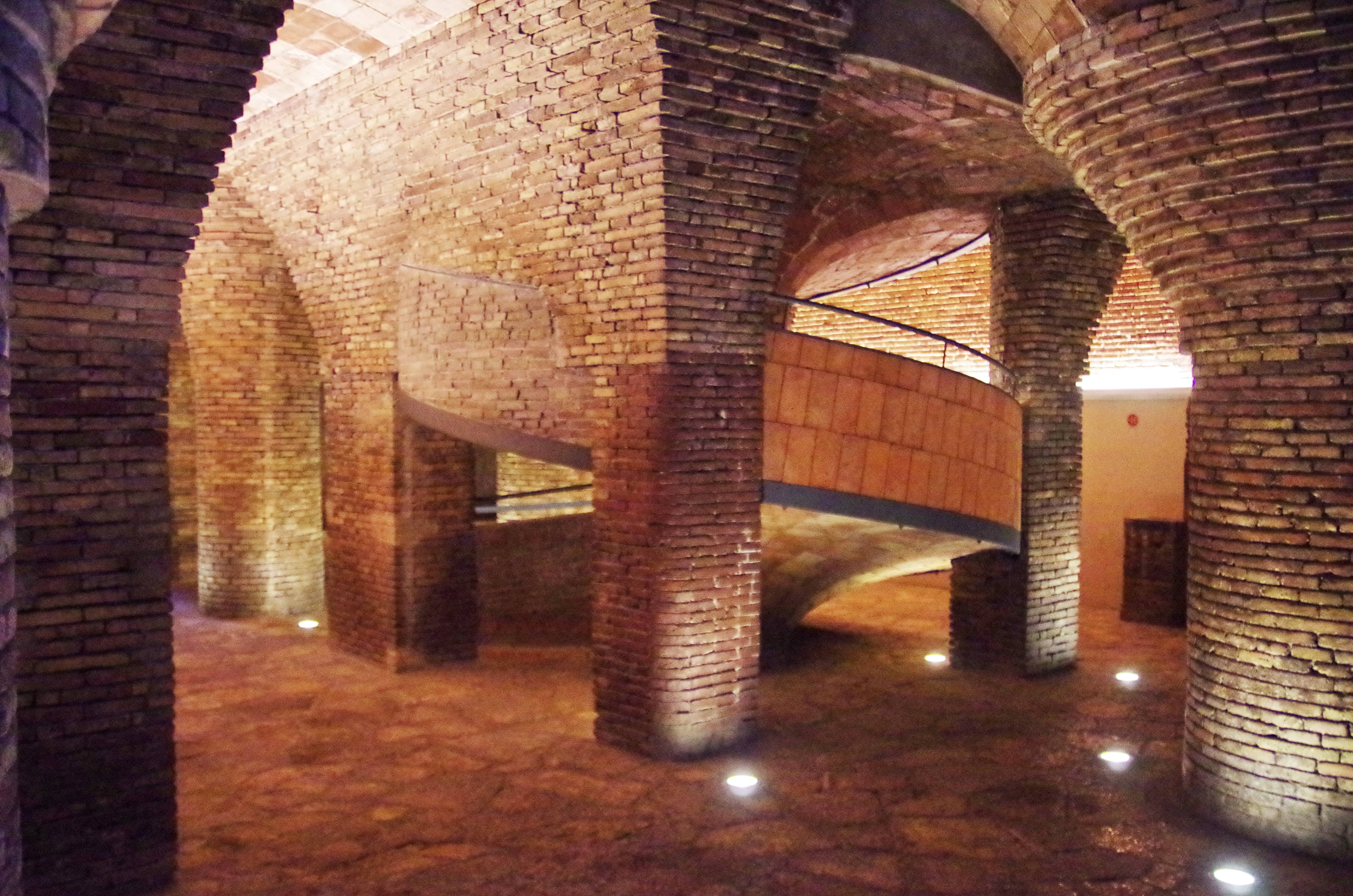
Cavallerissa del Palau Güell
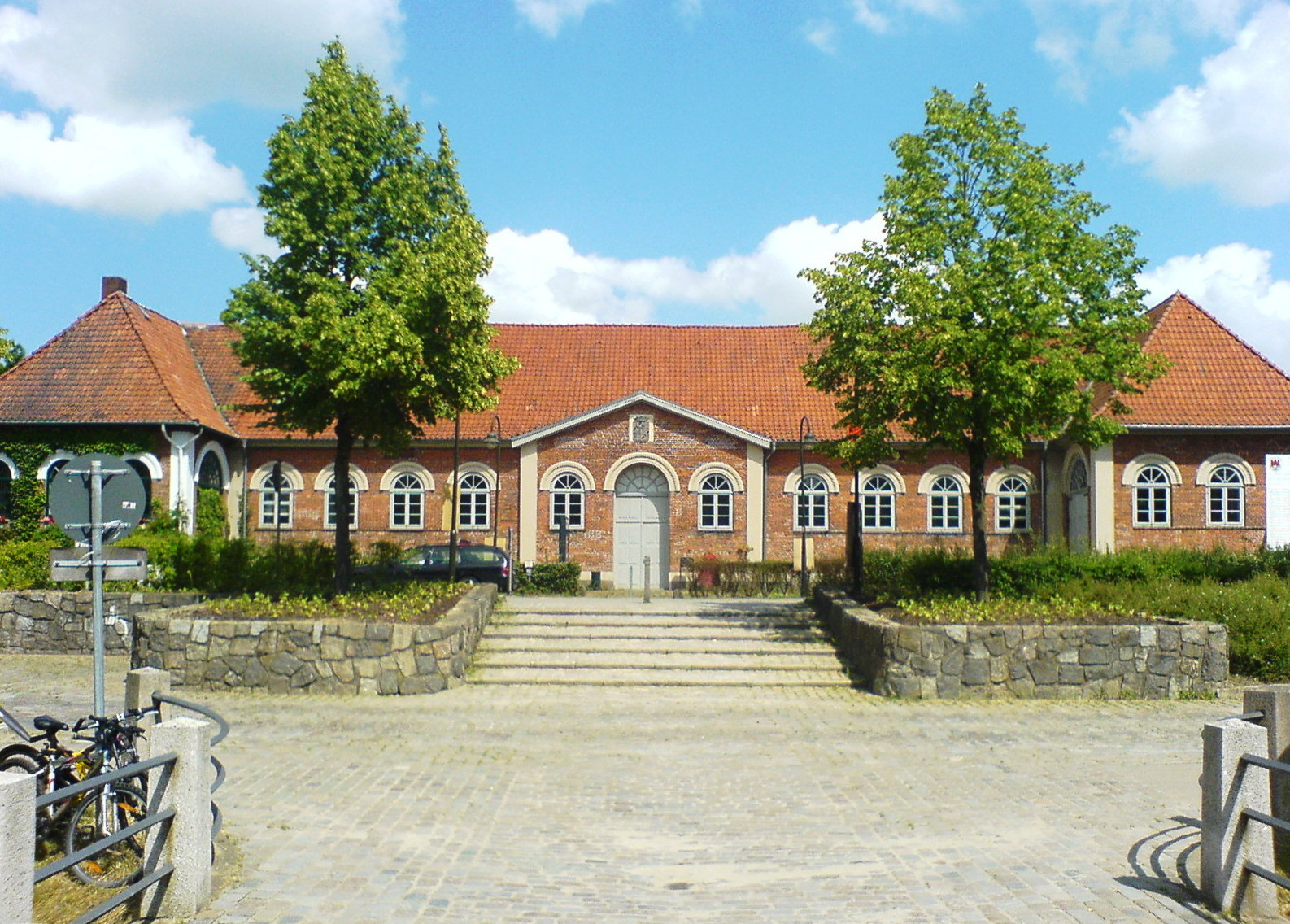
Cavallerissa del castell d'Ahrensburg

## Oficis i càrrecs relacionats amb les cavallerisses
Les cavallerisses tradicionals d’una certa importància (reials, dels nobles o militars) , comportaren, pràcticament fins al segle vint, unes edificacions materials i una estructura administrativa. El funcionament d’una cavallerissa necessitava personal i responsables amb funcions ben definides i reglamentades. En alguns casos es conserven les lleis i els ordenaments que determinen els oficis esmentats.

### Jaume III de MallorcaiPere el Cerimoniós
El rei Jaume III de Mallorca va promulgar unes lleis de palau que tractaven, entre altres temes, d’aspectes relacionats amb el personal de les cavallerisses. Pere el Cerimoniós va copiar les lleis i les va publicar en català.
Les «lleis palatines de Mallorca» tracten de:
-De Magistris equorum & Stratoribus qui Cavalericii nuncupantur. B. XVII.
-Xviii . De civadeiro.
-XIX. De marecallo equorum
-XX. De mancipiis stabulorum
Les ordinacions de Pere el Cerimoniós parlen de:
-dels cavaleriçes
-del menescal
-dels homens de la escuderia...

### Alfons el Magnànim i el Llibre del coch
Segons el capítol “De offici de mestre de Estable”, que descriu algunes obligacions del càrrec i diu: “E de aquesta materia nom curaré més de parlar-ne ara perquè en lo llibre de Menescalia ja molt largament n'he parlat:...”, cal suposar que l'autor del “Llibre del Coch” i el “Libre de Menescalia” foren la mateixa persona: el majordom del rei Alfons el Magnànim, mossèn Manuel Dieç (Vegeu foli VIIIr o a Viquitexts: Pàgina: Llibre del Coch (1520).djvu/9).
Manuel Dieç defensa un privil·legi del moço d'estable consistent en el dret a muntar qualsevol cavall al seu càrrec. Un cavalerís famós, Claudio Corte da Pavia - en la seva obra "Il cavallerizzo" - exposava el mateix privil·legi.

## Dades generals
Una cavallerissa no és res més que un conjunt d'estable individuals agrupats. Cada estable individual ha de reunir una sèrie de qualitats adequades a la funció exigida.

### Dimensions individuals
Hi ha opinions diverses. Una obra especialitzada parla de:
- estables per a cavalls adults: 3,6x3,6 metres;
- estables per a egües amb poltre: 5x5 metres

L'alçària mínima serà de 2,6 metres. L'amplada mínima de la porta 1,2 metres.